# Folkpensionsanstalten

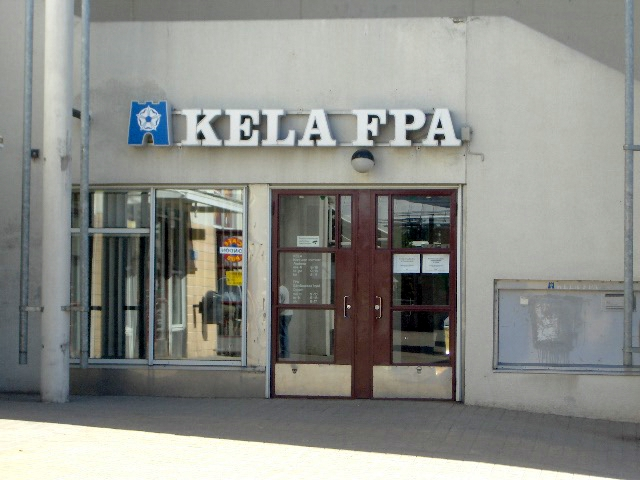
FPA:s servicekontor i Gårdsbacka i Helsingfors

Folkpensionsanstalten (förkortat FPA; finska: Kansaneläkelaitos, förkortat Kela) är den myndighet som ansvarar för socialförsäkringen i Finland. FPA:s kunder är personer som bor i Finland, samt vissa personer bosatta utomlands som omfattas av den finska socialförsäkringen.
FPA grundades 1937 för att hantera pensionsutbetalningar men ansvarar idag för en stor del av de statliga sociala förmånerna. Myndighetens uppdrag är att trygga befolkningens grundtrygghet, främja hälsa och stödja individers möjligheter att klara sig själva i olika livssituationer.
År 2005 betalade FPA ut totalt 10 722 miljoner euro. Myndigheten har cirka 5 747 anställda och 452 servicepunkter, varav 263 kontor, 43 sidomottagningar och 146 samservicepunkter.
FPA:s verksamhet är organiserad i fem större regionala enheter, så kallade försäkringskretsar, som i sin tur är indelade i mindre försäkringsdistrikt. Varje försäkringskrets har en centralort och leds av en kretsdirektör.

## Försäkringskretsar
- Södra Finlands försäkringskrets – kretscentral i Lahtis
- Sydvästra Finlands försäkringskrets – kretscentral i Åbo
- Västra Finlands försäkringskrets – kretscentral i Seinäjoki
- Östra Finlands försäkringskrets – kretscentral i Kuopio
- Norra Finlands försäkringskrets – kretscentral i Uleåborg

## FPA Åland
FPA Åland är ett särskilt försäkringsdistrikt inom FPA sedan den 1 januari 2012. Till skillnad från övriga Finland, där försäkringskretsar slås samman till större enheter, har FPA Åland en självständig roll. Syftet är att bättre kunna hantera frågor som är specifika för Åland.
På grund av Ålands självstyrelse har landskapet viss egen lagstiftning, som skiljer sig från den riksomfattande lagstiftningen. Dessutom är landskapet enspråkigt svenskt.